# Bever (Oste)
Die Bever ist ein 29,5 Kilometer langer rechter Nebenfluss der Oste in Niedersachsen, Deutschland.
Zur Namenserklärung siehe Bevern (Bremervörde).

## Geographie

### Verlauf
Der Ursprung der Bever liegt an Rande des Naturschutzgebiets Frankenmoor, nahe der Ortschaft Frankenmoor (Gemeinde Bargstedt). Von dort fließt sie zuerst in südwestlicher Richtung, bevor sie sich in einem weiten Bogen nach Nordwesten wendet und bei Bremervörde in die Oste mündet.

## Umwelt

### Flora und Fauna
Da am Ufer des Oberlaufes der Bever, bis auf wenige Abschnitte, kein Ufergehölz steht, erfolgt bei starker Sonneneinstrahlung eine starke Erwärmung des langsam fließenden Wassers. Daher wachsen auf dem sandigen Sediment stellenweise Wasserstern und Wasserpest.

### Wasserqualität
Die Biologische Gewässergüteuntersuchung erfolgt in den Jahren 1994 und 1999, die Chemisch-physikalische Wasseranalyse im Jahr 1999 und die Strukturgüte-Übersichtskartierung 1998. Der Oberlauf der Bever (Flussabschnitt kurz nach der Entstehung) wurde in die Gewässergüteklasse II-III „kritisch belastet“ eingestuft. Der Abschnitt bis zur Mündung in die Oste wurde in die Klasse II „mäßig belastet“ eingestuft. Die Grenzwerte für Ammonium, Nitrat und TOC (gesamter organischer Kohlenstoff) wurden zeitweise überschritten.

### Zustand
Der Abschnitt der Bever unterhalb von Malstedt weist eine überwiegend gerade Linienführung auf. Auf diesem Abschnitt befinden sich einige Staustufen. Die Bever ist im Oberlauf kritisch belastet (Güteklasse II-III) und im Unterlauf mäßig belastet (Güteklasse II).

## Befahrungsregeln
Zum Schutz, dem Erhalt und der Verbesserung der Fließgewässer als Lebensraum für wild lebende Tiere und Pflanzen erließ der Landkreis Rotenburg (Wümme) 2015 eine Verordnung für sämtliche Fließgewässer. Seitdem ist das Befahren des Flusses von der Quelle bis zur Mündung ganzjährig verboten.

## Trivia
Der Niedersächsische Landesbetrieb für Wasserwirtschaft, Küsten- und Naturschutz listet die Bever als Wasserkörper „WK 30023 Bever (bis auf Abschnitt oh. Mündung) mit Otter“ und „WK 30024 Bever (Abschnitt oh. Mündung)“ auf und klassifiziert diese als „Gewässer mit Priorität 3“.